# ICE短跑手
ICE短跑手（德語：ICE Sprinter，最初也称为Shuttle-ICE）是德国铁路股份公司在德国各大都市之间开行，但只设少数经停站的城际快车（ICE）班次。
这些班次通常于早晨（6时后不久出发），部分也于傍晚（18时后不久出发），在柏林、法兰克福、汉堡和科隆之间的五条路线中运行。列车运行途中不设或只有很少经停站，且计划行车时间约为三个半小时，比相应的ICE钟面运行图节省约半小时。它们与常规ICE班次受到同样的速度限制。个别停靠的经停站分别为杜塞尔多夫、杜伊斯堡、埃森及汉诺威。部分替代ICE短跑手的ICE钟面运行图班次每小时开行1班。
2015年12月12日之前，这些班次需要收取预订附加费（11.50欧元），票价也包含了派发日报的费用。它们有时会在开行前或开行后继续担当常规的ICE列车班次。

## 运营
自2014年12月14日的运行图调整起，ICE短跑手的线路走向为：
| 车次                    | 始发站 （作为短跑手） | 经停站                   | 终到站 （作为短跑手） | 短跑手行车时间 （钟面ICE行车时间） | 发车时段                                    | 使用车型       |
| ----------------------- | --------------------- | ------------------------ | --------------------- | ---------------------------------- | ------------------------------------------- | -------------- |
| 1091 1093               | 柏林                  | —                        | 法兰克福              | 3:34 3:37 （约4:10）               | 早晨（周一至周五） 傍晚（周一至周五、周日） | ICE-1          |
| 1092（周一为1096） 1090 | 法兰克福              | —                        | 柏林                  | 3:38 3:42（经停汉诺威） （约4:10） | 早晨（周一至周五） 傍晚（周一至周五、周日） | ICE-1          |
| 1094                    | 汉堡                  | 埃森 杜塞尔多夫          | 科隆                  | 3:29 （约4:00）                    | 早晨（周一至周四）                          | ICE-2 （半车） |
| 1095                    | 科隆                  | 杜塞尔多夫 杜伊斯堡 埃森 | 汉堡                  | 3:32 （4:04）                      | 早晨（周一至周四）                          | ICE-2 （半车） |
| 1097                    | 汉堡                  | 汉诺威                   | 法兰克福              | 3:27 (3:59)                        | 早晨（周一至周五）                          | ICE-1          |

在完成ICE短跑手的线路走向后，大多数ICE短跑手还会作为常规的ICE运行。例如，ICE1091次和1093次会从法兰克福继续前往慕尼黑，并在沿途按常规的停站方式于曼海姆、斯图加特、乌尔姆和奥格斯堡办客。
ICE短跑手共在三条城际快车线路提供服务：
- ICE-1号线：汉堡－科隆短跑手[3]
- ICE-3号线：柏林－法兰克福短跑手[3]
- ICE-4号线：汉堡－法兰克福短跑手[3]

自2012年7月9日起，ICE短跑手1090次还会额外在汉诺威办客。